# ルキウス・アエリウス・カエサル

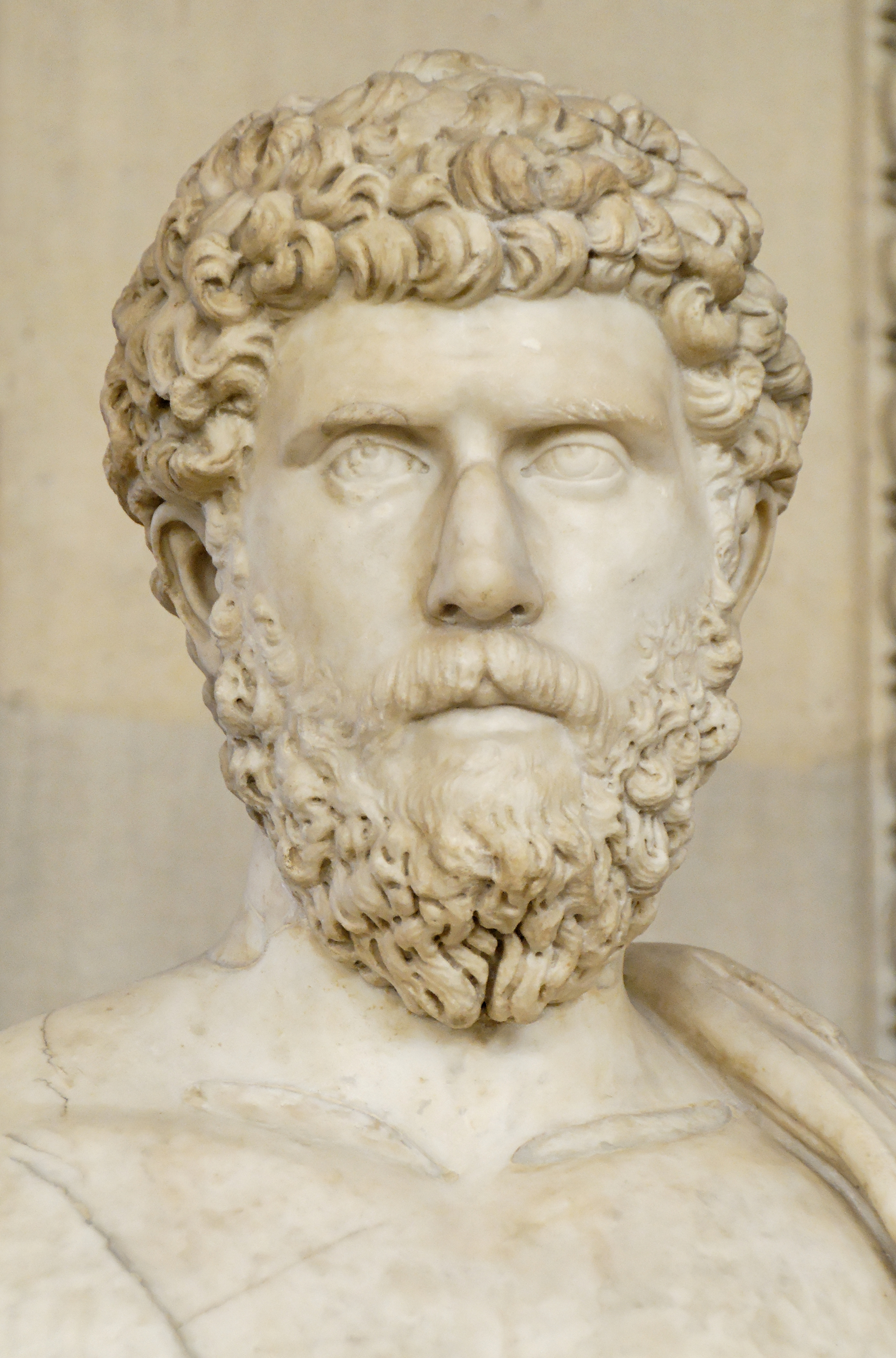
ルキウス・アエリウス・カエサルの彫像

ルキウス・アエリウス・カエサル（ラテン語：Lucius Aelius Caesar, 101年1月13日 - 138年1月1日）は、ローマ帝国の政治家・軍人。ローマ皇帝ハドリアヌスの養子となってその後継者とされたが早世した。後の共同皇帝ルキウス・ウェルスの父。
元の名をルキウス・ケイオニウス・コンモドゥス（ラテン語：Lucius Ceionius Commodus）と称し、106年のコンスル（執政官）であった同名の父親の子として生まれた。ハドリアヌスの寵愛を受け、130年にプラエトル（法務官）を務めた後、136年に子供のいないハドリアヌスの養子に迎えられて改名し、カエサル（副帝）の称号を与えられた。続いてコンスルに任じられると、パンノニアに派遣された。後にハドリアヌスはアエリウスが病弱であった事から、この養子縁組を後悔するようになる。アエリウスは任を果たしてローマに帰還し、新年（138年）に際して養父に感謝する演説草案を準備していたが、薬を服用後に急死した。養子の病弱ぶりに不満をもっていたハドリアヌスは新年の行事を妨げられないように、喪を発するのを止めさせ、後にはアエリウスが存命中から彼に代わる養子を探していたと公言した程であった。とは言え、ハドリアヌスはアエリウスの忘れ形見であるルキウス・ウェルスを庇護して、新しく養子に迎えたアントニヌス・ピウスの養子に迎えさせている。

## 登場作品
マンガ
- テルマエ・ロマエ

映画
- 『テルマエ・ロマエ』（2012年）、『テルマエ・ロマエⅡ』（2014年）では、北村一輝が演じた。